# Conophytum arthurolfago
Conophytum arthurolfago är en isörtsväxtart som först beskrevs av Steven A. Hammer, och fick sitt nu gällande namn av Steven A. Hammer. Conophytum arthurolfago ingår i släktet Conophytum, och familjen isörtsväxter. Inga underarter finns listade i Catalogue of Life.